# Candor (Nova York)
Candor és una població dels Estats Units a l'estat de Nova York. Segons el cens del 2000 tenia 855 habitants.

## Demografia
Segons el cens del 2000, Candor tenia 855 habitants, 346 habitatges, i 223 famílies. La densitat de població era de 750,3 habitants/km².
Dels 346 habitatges en un 36,7% hi vivien nens de menys de 18 anys, en un 43,1% hi vivien parelles casades, en un 15,6% dones solteres, i en un 35,3% no eren unitats familiars. En el 30,6% dels habitatges hi vivien persones soles el 13% de les quals corresponia a persones de 65 anys o més que vivien soles. El nombre mitjà de persones vivint en cada habitatge era de 2,47 i el nombre mitjà de persones que vivien en cada família era de 3,08.
Per edats la població es repartia de la següent manera: un 30,3% tenia menys de 18 anys, un 8,1% entre 18 i 24, un 30,4% entre 25 i 44, un 20,2% de 45 a 60 i un 11% 65 anys o més.
L'edat mediana era de 34 anys. Per cada 100 dones de 18 o més anys hi havia 81,2 homes.
La renda mediana per habitatge era de 30.313 $ i la renda mediana per família de 38.750 $. Els homes tenien una renda mediana de 24.583 $ mentre que les dones 22.500 $. La renda per capita de la població era de 15.713 $. Entorn de l'11,9% de les famílies i l'11,9% de la població estaven per davall del llindar de pobresa.